# Diều hoa
Diều hoa (tên khoa học: Aviceda jerdoni) là một loài chim trong họ Accipitridae.

## Hình ảnh

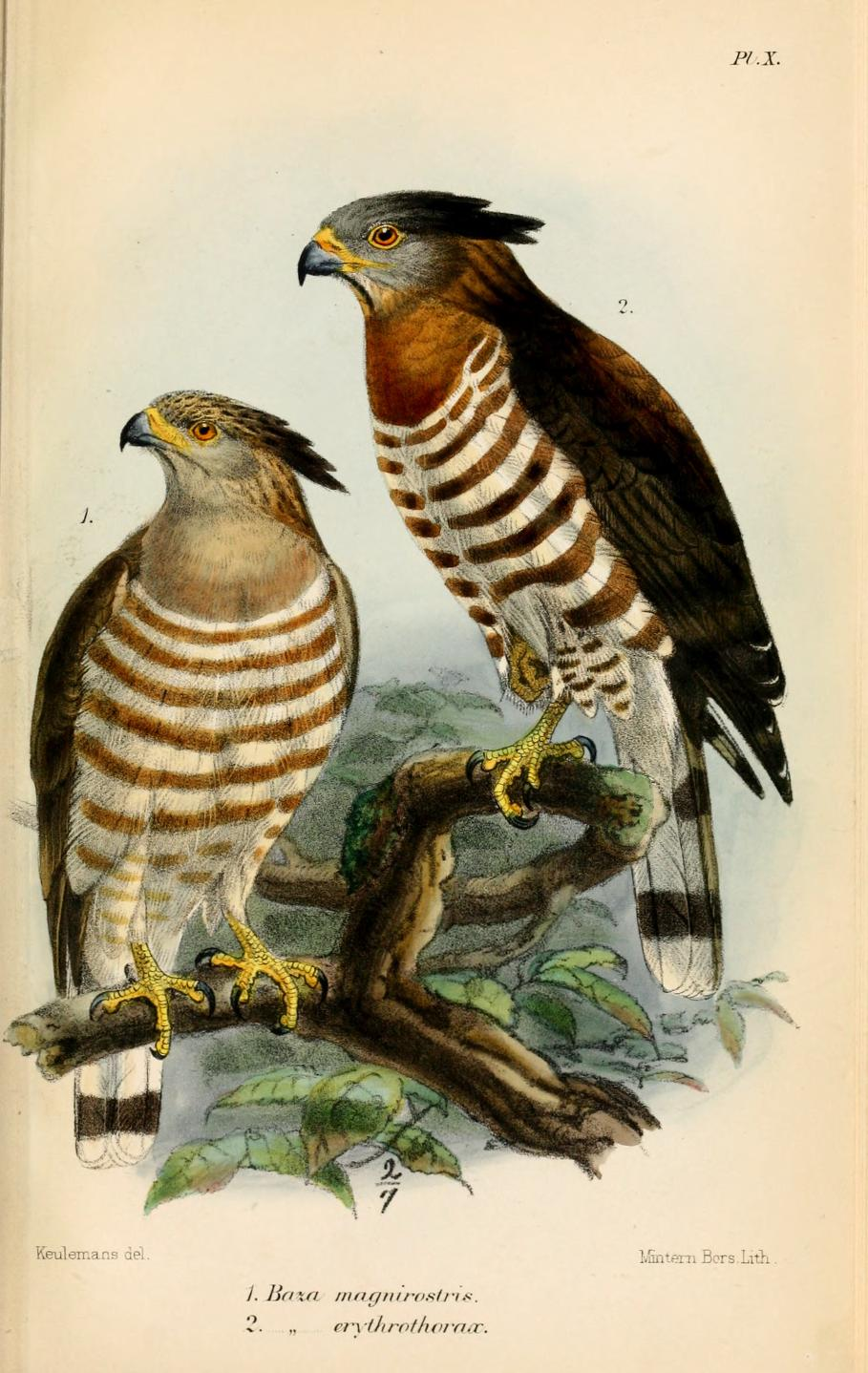
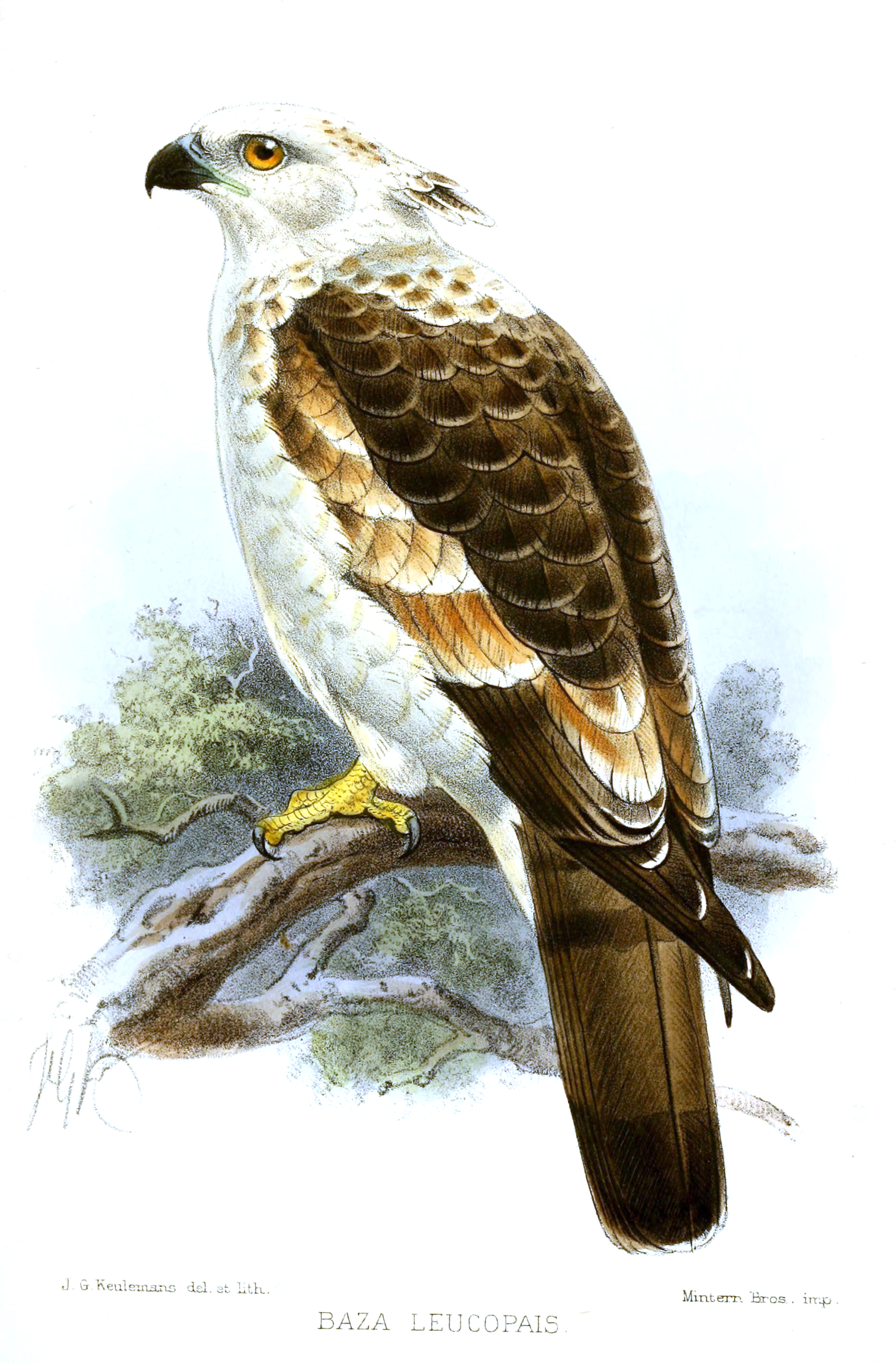